# Gian Crocci
Gian Crocci (Haedo, 4 gennaio 1998) è un calciatore argentino, difensore svincolato.

## Caratteristiche tecniche
È un difensore centrale.

## Carriera
Cresciuto nel settore giovanile del Chacarita Juniors, ha esordito in prima squadra il 16 marzo 2017 disputando l'incontro di Primera B Nacional pareggiato 0-0 contro il Villa Dálmine. Nel 2018-2019 ha giocato 4 incontri in Primera División.